# Сьокен (імператриця)
Імператриця Сьокен  (яп. 昭憲皇后 Сьо:кен-ко:го:, 9 травня 1849 — 9 квітня 1914)  — японська імператриця-консорт, дружина імператора Мейдзі і прийомна мати імператора Тайсьо. Справжнє ім'я Ітідзьо Масако (яп. 一条 勝子). Була третьою донькою Ітідзьо Тадакі, лівого міністра і голови гілки Ітідзьо роду Фудзівара, і його дружини, доньки принца Фусімі Куніє. 2 вересня 1867 року була заручена з імператором Мейдзі, хоча вона була старша на три року за свого нареченого. Вона знала японську поезію, китайську мову, володіла мистецтвом чайною церемонією та ікебани.
Після заручин вона взяла ім'я Харуко (яп. 美子). Незабаром стало відомо, що імператриця не може народжувати дітей. В імператора Мейдзі було 15 дітей (з яких вижило тільки п'ятеро) від п'яти фрейлін, і Харуко усиновила Йосіхіто, старшого сина, народженого від наложниці. Таким чином Йосіхіто увійшов став членом імператорської сім'ї і після смерті імператора Мейдзі став новим імператором. З 1886 році Харуко стала частіше брати участь в публічних заходах, періодично замінюючи свого чоловіка. 30 липня того ж року, під час випускних іспитів в школі, де вчилися дочки аристократів, імператриця вперше з'явилася на публіці в європейській сукні, чим подала знак, що тепер жінкам в Японії також слід одягатися в європейський одяг. Сама Харуко після смерті чоловіка отримала титул імператриці-вдови (яп. 皇太后, Ко:тайго:) і пережила імператора Мейдзі лише на два роки, померши в 1914 році і отримавши посмертне ім'я Сьокен.